# 블라도 체르노젬스키
블라도 체르노젬스키(불가리아어: Владо Черноземски, 본명: 벨리치코 디미트로프 케린(Величко Димитров Керин), 1897년 10월 19일 ~ 1934년 10월 9일)는 불가리아의 혁명가이다. 내부 마케도니아 혁명 기구의 회원으로 활동했으며 1934년에는 프랑스 마르세유에서 유고슬라비아 왕국의 알렉산다르 1세 국왕과 프랑스의 루이 바르투 외무장관을 암살했다.

## 생애
불가리아 벨린그라드에 위치한 카메니차(Kamenitsa) 마을에서 농부로 일하던 디미타르 케린(Dimitar Kerin)과 리사 발타지에바(Risa Baltadzieva) 부부의 아들로 태어났다. 플로브디프에서 군인으로 복무했고 제1차 세계 대전 시대에는 기술자로 복무했다. 1919년에 결혼한 이후에는 운전수, 시계 제조업자로 근무했다. 1922년부터 마케도니아 지방과 불가리아의 통합을 주장한 정치 단체인 내부 마케도니아 혁명 기구의 회원으로 활동했다.
1924년에는 불가리아의 공산주의자였던 디모 하지디모프(Dimo Hadzhidimov)를 암살했다. 체르노젬스키는 법원으로부터 사형을 선고받았지만 1925년에 감옥을 탈출했다. 1930년에는 내부 마케도니아 혁명 기구의 회원으로 활동했던 나움 토말레프스키(Naum Tomalevski)를 암살했다. 체르노젬스키는 법원으로부터 사형을 선고받았지만 1932년에 사면되었다.
체르노젬스키는 1927년에 내부 마케도니아 혁명 기구 중앙위원회를 통해 프랑스 파리 주재 국제 연맹 본부에 마케도니아 지방에 거주하는 불가리아인 문제에 관한 청원서를 제출하자고 제안했지만 거절당했다. 1929년에는 안테 파벨리치가 이끌던 크로아티아의 파시스트 조직인 우스타샤가 내부 마케도니아 혁명 기구와의 협력 관계를 수립했다.
체르노젬스키는 사면된 이후에 한동안 모습을 드러내지 않았다. 이탈리아 보르고발디타로(Borgo Val di Taro)에 위치한 우스타샤 훈련장에서 강사로 활동했고 나중에 헝가리 너지커니저 인근의 연커푸스터(Janka Puszta)에 위치한 우스타샤 훈련장에서 강사로 활동하게 된다. 이는 우스타샤가 유고슬라비아 왕국의 알렉산다르 1세 국왕을 암살하려는 계획을 수립하는 계기가 된다.
체르노젬스키는 우스타샤 대원으로 활동하고 있던 미요 크랄(Mijo Kralj), 즈보니미르 포스피실(Zvonimir Pospišil), 밀란 라이츠(Milan Rajic)와 함께 알렉산다르 1세 국왕을 암살하려는 계획을 수립했다. 1934년 9월 29일에는 체르노젬스키 일행이 프랑스 파리에 도착했다. 1934년 10월 6일에는 알렉산다르 1세 국왕 암살 시도가 실패할 경우를 대비하여 체르노젬스키 일행을 2개 그룹으로 나누어 편성했다.
1934년 10월 9일에 프랑스를 방문한 유고슬라비아의 알렉산다르 1세 국왕은 마르세유로 향하던 도중에 당시 프랑스 외무장관을 역임하고 있던 루이 바르투를 만나 접견하고 차에 탔다. 알렉산다르 1세 국왕을 환영하던 군중들 사이에 숨어 있던 체르노젬스키는 차에 타고 있던 알렉산다르 1세 국왕과 바르투 외무장관을 권총으로 저격하여 암살했는데 현장에 있던 흥분한 군중들과 프랑스 경찰들로부터 폭행당하면서 그 자리에서 사망했다.

## 사진

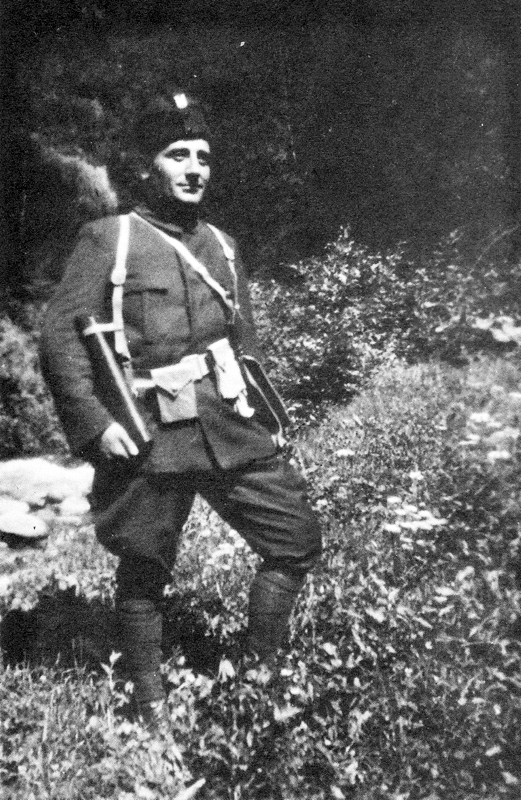
우스타샤의 제복을 입은 블라도 체르노젬스키 (1934년 촬영)
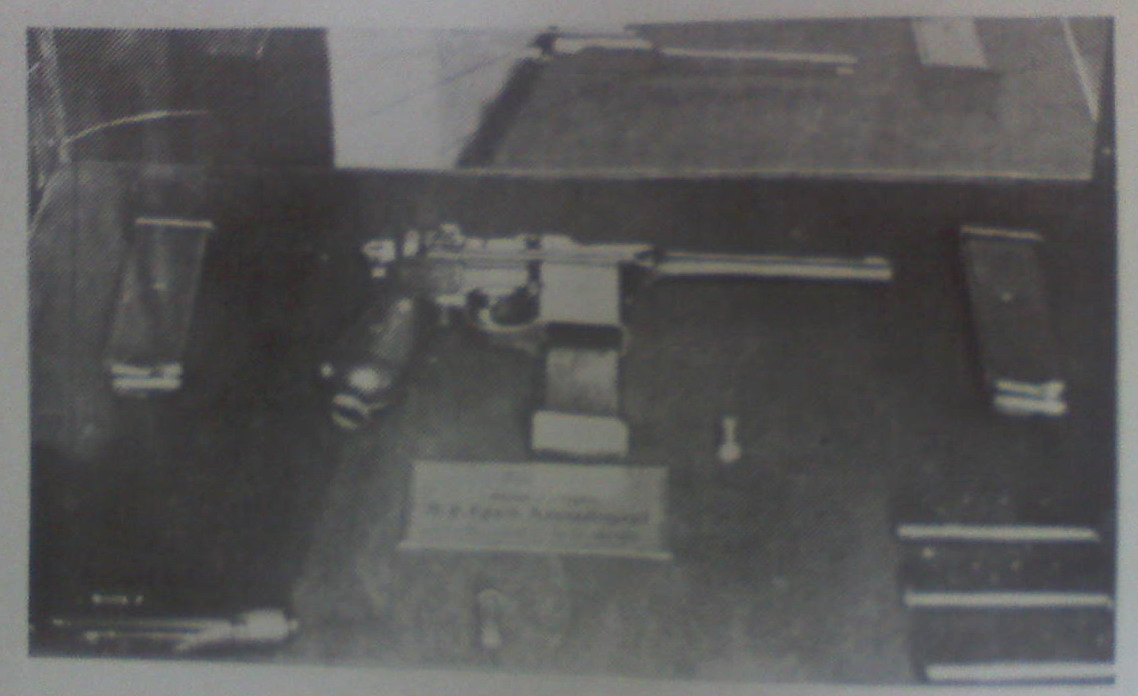
블라도 체르노젬스키가 알렉산다르 1세 국왕을 저격하여 암살하던 과정에서 사용한 권총